# Famille Doudart de La Grée
La famille Doudart de La Grée (Doudart de Lagrée jusqu'en 1862), anciennement de la Grye puis de Lagrée, est une famille de la noblesse française originaire du Dauphiné et éteinte en France. Un rameau subsisterait aux Pays-Bas.

## Histoire
Gustave Chaix d'Est-Ange écrit que cette famille revendiquait descendre d'une famille Doudart de La Grée remontant à Olivier Doudart dont la noblesse fut reconnue en 1426 à l'occasion de la Réformation des fouages de Bretagne. Cette famille de Bretagne s'est éteinte après la Révolution française ajoute-t-il.
Cette famille du Dauphiné remonte en réalité à maître Claude de la Grye, notaire royal héréditaire, châtelain de Saint-Vincent-de-Mercuze et du Touvet, qui fit son testament le 22 novembre 1649 en disant qu'il veut se faire inhumer en l'église de Saint-Vincent-de-Mercuze auprès de ses parents. Chaix d'Est-Ange fait remarquer que ce lieu d'inhumation ne correspond pas avec la revendication de parents bretons. Son fils Urbain de la Grye se fait nommer dans les actes Urbain de Lagrée et le premier acte où il prend une qualification nobiliaire est du 23 avril 1656. 
Marc-Octavien de Lagrée (1733-1806) entra en relation avec Messire Gabriel Doudart, chevalier, sgr des Hayes, gentilhomme pensionnaire des états de Bretagne, et obtint de lui une reconnaissance de parenté par acte passé à Rennes le 5 avril 1785. Cette reconnaissance s'est faite à partir de noble Claude de Lagrée, maître d'hôtel de Guy-Balthasar de Monteynard, baron de Marcieu, sgr du Touvet, en Dauphiné. Ce Claude a été identifié avec un autre du même nom qui était fils de Guillaume Doudart, sgr du Prat, en Bretagne. Chérin considéra toutefois que les actes qui étaient présentés étaient « plus que suspects » ou encore « très suspects » écrit-il. Une fois cette demande de parenté acceptée par la famille Doudart de Bretagne, Marc-Octavien de Lagrée et ses frères demandèrent et obtinrent un arrêt du Conseil d'État du 23 février 1788 qui les reconnaissaient issus d'une famille d'ancienne extraction noble de Bretagne. À la suite de quoi Marc-Octavien de Lagrée et ses deux fils prirent le nom Doudart de La Grée.

## Personnalités
- Marc-Octavien de Lagrée puis Doudart de La Grée (1733-1806)[2], procureur général à la Chambre des comptes du Dauphiné.
- Ernest Doudart de Lagrée (1823-1868), capitaine de frégate, explorateur[3], chef de la Mission du Mékong (1866-1868) et représentant français auprès du roi du Cambodge Norodom Ier.

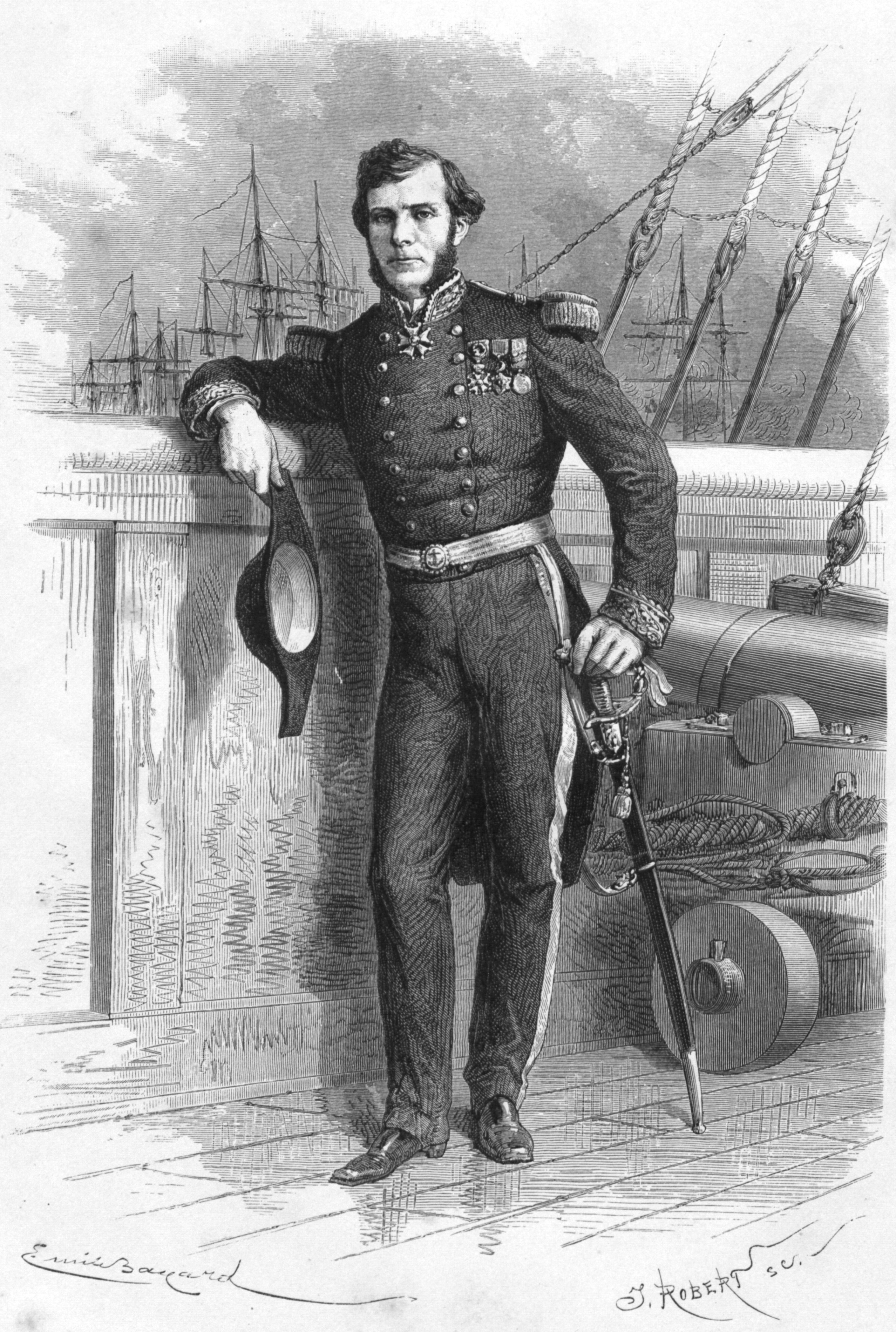
Ernest Doudart de Lagrée (1823-1868)

## Armes
|  | D'argent à la bande de gueules, chargée de trois coquilles d'or.. |

## Postérité

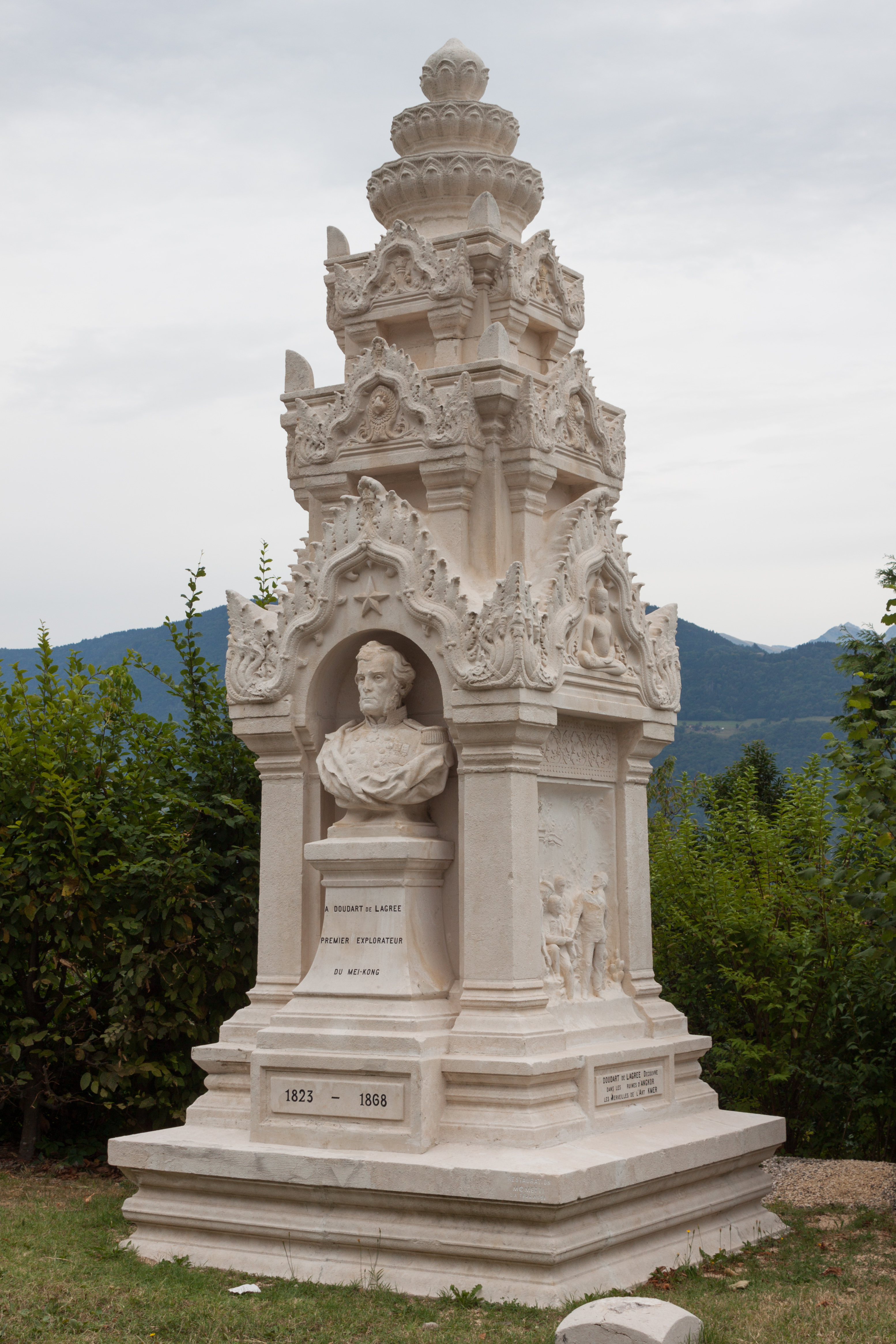
Monument dédié à Ernest Doudart de Lagrée à Saint-Vincent-de-Mercuze.

Un monument est dédié à Ernest Doudart de Lagrée. Il est inauguré par le président Félix Faure et le maire de Grenoble Stéphane Jay le 15 août 1896 au square des Postes à Grenoble (actuel square Docteur-Martin). Lors du réaménagement de ce square en 1968, il est transféré à Saint-Vincent-de-Mercuze, sa ville natale, où il est toujours visible.
Son nom a été donné à plusieurs bâtiments de la Marine nationale :
- un torpilleur de haute mer lancé en 1886 et désarmé en 1905 ;
- la Doudart de Lagrée, chaloupe canonnière lancée en 1909, pour servir en Chine, désarmée en 1941, et rayée de la liste de la flotte française en 1949 ;
- un aviso escorteur de la classe Commandant Rivière lancé en 1961 et retiré du service actif en 1991[6].